# Baba (planina u BiH)
Baba je planina u Bosni i Hercegovini koja se nalazi između Gatačkog i Dabarskog polja.
Najviši vrh je Djed (1.735 m). Ostali su vrhovi su Kamena glava (1.666 m) i Goli vrh (1.502 m). Na sjeveru s naslanja na planinu Bjelašnicu (1.876 m). Prema jugu se spušta strmim odjsekom. Na čitavom području ima mnogo krških oblika, posebno vrtača. Na južnoj strani na visini između 1.000 i 1.400 m, javlja se niz krških izvora. Planina je slabo pošumljena.
Nalazi se u općinama Bileći i Gacku. Najviši vrh planine je na 1735 m.